# Lista de ministros da Ciência de Portugal

Bandeira de ministro de Portugal.

Fernando Alexandre, atual ministro da Educação, Ciência e Inovação.

Esta é uma lista de ministros da Ciência  em Portugal ou dos seus predecessores, os ministros da Investigação Científica, entre a criação do Ministério da Educação e Investigação Científica a 19 de setembro de 1975 e a atualidade.
A lista cobre o atual período democrático (1974–atualidade).

## Designação
Entre 1975 e a atualidade, o cargo de ministro da Ciência teve as seguintes designações:
- Ministro da Educação e Investigação Científica — designação usada entre 19 de setembro de 1975 e 30 de janeiro de 1978;
- Serviços integrados no Ministério da Educação e Cultura — entre 30 de janeiro de 1978 e 22 de novembro de 1978;
- Ministro da Educação e Investigação Científica — designação usada entre 22 de novembro de 1978 e 1 de agosto de 1979
- Ministro da Coordenação Cultural, da Cultura e da Ciência — designação usada entre 1 de agosto de 1979 e 3 de janeiro de 1980;
- Ministro da Educação e Ciência — designação usada entre 3 de janeiro de 1980 e 4 de setembro de 1981;
- Ministro da Cultura e Coordenação Científica — designação usada entre 4 de setembro de 1981 e 9 de junho de 1983;
- Serviços integrados na Presidência do Conselho de Ministros sob alçada do ministro de Estado — entre 9 de junho de 1983 e 6 de novembro de 1985
- Serviços integrados no Ministério do Plano e da Administração do Território — entre 6 de novembro de 1985 e 17 de agosto de 1987;
- Serviços integrados no Ministério do Planeamento e da Administração do Território — entre 17 de agosto de 1987 e 28 de outubro de 1995;
- Ministro da Ciência e Tecnologia — designação usada entre 28 de outubro de 1995 e 6 de abril de 2002;
- Ministro da Ciência e Ensino Superior — designação usada entre 6 de abril de 2002 e 17 de julho de 2004;
- Ministro da Ciência, Inovação e Ensino Superior — designação usada entre 17 de julho de 2004 e 12 de março de 2005;
- Ministro da Ciência, Tecnologia e Ensino Superior — designação usada entre 12 de março de 2005 e 21 de junho de 2011;
- Ministro da Educação e Ciência — designação usada entre 21 de junho de 2011 e 26 de novembro de 2015;
- Ministro da Ciência, Tecnologia e Ensino Superior — designação usada entre 26 de novembro de 2015 e 2 de abril de 2024;
- Ministro da Educação, Ciência e Inovação — designação usada desde 2 de abril de 2024.

## Numeração
São contabilizados os períodos em que o ministro esteve no cargo ininterruptamente, não contando se este serve mais do que um mandato. Ministros que sirvam em períodos distintos são, obviamente, distinguidos numericamente.

## Lista
Legenda de cores
(para partidos políticos)
| Terceira República (1974–presente)       | |                    |                        |                        |         |                                                                                   |
| #                                        | Ministro da Educação e Investigação Científica (Nascimento–Morte) | Retrato            | Início do mandato      | Fim do mandato         | Governo | Governo                                                                           |
| Governos Provisórios (1974–1976)         | |                    |                        |                        |         |                                                                                   |
| 1                                        | Vítor Manuel Rodrigues Alves (1935–2011) |                    | 19 de setembro de 1975 | 23 de julho de 1976    |         | VI Prov. Pinheiro de Azevedo                                                      |
| Governos Constitucionais (1976-Presente) | |                    |                        |                        |         |                                                                                   |
| 2                                        | Mário Augusto Sottomayor Leal Cardia (1941–2006) |                    | 23 de julho de 1976    | 30 de janeiro de 1978  |         | I Soares                                                                          |
| #                                        | Pasta da Ciência (Nascimento–Morte) | Retrato            | Início do mandato      | Fim do mandato         | Governo | Governo                                                                           |
| –                                        | Serviços integrados no Ministério da Educação e Cultura (ver: Anexo:Lista de ministros da Educação de Portugal e Anexo:Lista de ministros da Cultura de Portugal)                                                           |                    | 30 de janeiro de 1978  | 22 de novembro de 1978 |         | II Soares                                                                         |
| –                                        | Serviços integrados no Ministério da Educação e Cultura (ver: Anexo:Lista de ministros da Educação de Portugal e Anexo:Lista de ministros da Cultura de Portugal)                                                           | III Nobre da Costa | 30 de janeiro de 1978  | 22 de novembro de 1978 |         |                                                                                   |
| #                                        | Ministro da Educação e Investigação Científica (Nascimento–Morte) | Retrato            | Início do mandato      | Fim do mandato         | Governo | Governo                                                                           |
| 3                                        | Luís Francisco Valente de Oliveira (1937–) |                    | 22 de novembro de 1978 | 1 de agosto de 1979    |         | IV Mota Pinto                                                                     |
| #                                        | Ministro da Coordenação Cultural, da Cultura e da Ciência (Nascimento–Morte) | Retrato            | Início do mandato      | Fim do mandato         | Governo | Governo                                                                           |
| 4                                        | Adérito de Oliveira Sedas Nunes (1928–1991) |                    | 1 de agosto de 1979    | 3 de janeiro de 1980   |         | V Pintasilgo                                                                      |
| #                                        | Ministro da Educação e Ciência (Nascimento–Morte) | Retrato            | Início do mandato      | Fim do mandato         | Governo | Governo                                                                           |
| 5                                        | Vítor Pereira Crespo (1932–2014) |                    | 3 de janeiro de 1980   | 4 de setembro de 1981  |         | VI Sá Carneiro (até 4 dez. 1980) Freitas do Amaral (desde 4 dez. 1980) (interino) |
| 5                                        | Vítor Pereira Crespo (1932–2014) | VII Pinto Balsemão | 3 de janeiro de 1980   | 4 de setembro de 1981  |         |                                                                                   |
| #                                        | Ministro da Cultura e Coordenação Científica (Nascimento–Morte) | Retrato            | Início do mandato      | Fim do mandato         | Governo | Governo                                                                           |
| 6                                        | Francisco António Lucas Pires (1944–1998) |                    | 4 de setembro de 1981  | 9 de junho de 1983     |         | VIII Pinto Balsemão                                                               |
| #                                        | Pasta da Ciência (Nascimento–Morte) | Retrato            | Início do mandato      | Fim do mandato         | Governo | Governo                                                                           |
| –                                        | Serviços integrados na Presidência do Conselho de Ministros sob alçada do ministro de Estado (ver: Anexo:Lista de ministros de Estado de Portugal)                                                                          |                    | 9 de junho de 1983     | 6 de novembro de 1985  |         | IX Soares                                                                         |
| –                                        | Serviços integrados no Ministério do Plano e da Administração do Território (ver: Anexo:Lista de ministros do Plano e do Planeamento de Portugal e Anexo:Lista de ministros do Ordenamento do Território de Portugal)       |                    | 6 de novembro de 1985  | 17 de agosto de 1987   |         | X Cavaco Silva                                                                    |
| –                                        | Serviços integrados no Ministério do Planeamento e da Administração do Território (ver: Anexo:Lista de ministros do Plano e do Planeamento de Portugal e Anexo:Lista de ministros do Ordenamento do Território de Portugal) |                    | 17 de agosto de 1987   | 28 de outubro de 1995  |         | XI Cavaco Silva                                                                   |
| –                                        | Serviços integrados no Ministério do Planeamento e da Administração do Território (ver: Anexo:Lista de ministros do Plano e do Planeamento de Portugal e Anexo:Lista de ministros do Ordenamento do Território de Portugal) | XII Cavaco Silva   | 17 de agosto de 1987   | 28 de outubro de 1995  |         |                                                                                   |
| #                                        | Ministro da Ciência e Tecnologia (Nascimento–Morte) | Retrato            | Início do mandato      | Fim do mandato         | Governo | Governo                                                                           |
| 7                                        | José Mariano Rebelo Pires Gago (1948–2015) |                    | 28 de outubro de 1995  | 6 de abril de 2002     |         | XIII Guterres                                                                     |
| 7                                        | José Mariano Rebelo Pires Gago (1948–2015) | XIV Guterres       | 28 de outubro de 1995  | 6 de abril de 2002     |         |                                                                                   |
| #                                        | Ministro da Ciência e Ensino Superior (Nascimento–Morte) | Retrato            | Início do mandato      | Fim do mandato         | Governo | Governo                                                                           |
| 8                                        | Pedro Augusto Lynce de Faria (1943–) |                    | 6 de abril de 2002     | 6 de outubro de 2003   |         | XV Durão Barroso                                                                  |
| 9                                        | Maria da Graça Martins da Silva Carvalho (1955–) |                    | 6 de outubro de 2003   | 17 de julho de 2004    |         | XV Durão Barroso                                                                  |
| #                                        | Ministro da Ciência, Inovação e Ensino Superior (Nascimento–Morte) | Retrato            | Início do mandato      | Fim do mandato         | Governo | Governo                                                                           |
| –                                        | Maria da Graça Martins da Silva Carvalho (continuação) (1955–) |                    | 17 de julho de 2004    | 12 de março de 2005    |         | XVI Santana Lopes                                                                 |
| #                                        | Ministro da Ciência, Tecnologia e Ensino Superior (Nascimento–Morte) | Retrato            | Início do mandato      | Fim do mandato         | Governo | Governo                                                                           |
| 10                                       | José Mariano Rebelo Pires Gago (2.ª vez) (1948–2015) |                    | 12 de março de 2005    | 21 de junho de 2011    |         | XVII Sócrates                                                                     |
| 10                                       | José Mariano Rebelo Pires Gago (2.ª vez) (1948–2015) | XVIII Sócrates     | 12 de março de 2005    | 21 de junho de 2011    |         |                                                                                   |
| #                                        | Ministro da Educação e Ciência (Nascimento–Morte) | Retrato            | Início do mandato      | Fim do mandato         | Governo | Governo                                                                           |
| 11                                       | Nuno Paulo de Sousa Arrobas Crato (1952–) |                    | 21 de junho de 2011    | 30 de outubro de 2015  |         | XIX Passos Coelho                                                                 |
| 12                                       | Margarida Isabel Mano Tavares Simões Lopes (1963–) |                    | 30 de outubro de 2015  | 26 de novembro de 2015 |         | XX Passos Coelho                                                                  |
| #                                        | Ministro da Ciência, Tecnologia e Ensino Superior (Nascimento–Morte) | Retrato            | Início do mandato      | Fim do mandato         | Governo | Governo                                                                           |
| 13                                       | Manuel Frederico Tojal de Valsassina Heitor (1958–) |                    | 26 de novembro de 2015 | 30 de março de 2022    |         | XXI Costa                                                                         |
| 13                                       | Manuel Frederico Tojal de Valsassina Heitor (1958–) | XXII Costa         | 26 de novembro de 2015 | 30 de março de 2022    |         |                                                                                   |
| 14                                       | Elvira Maria Correia Fortunato (1964–) |                    | 30 de março de 2022    | 2 de abril de 2024     |         | XXIII Costa                                                                       |
| #                                        | Ministro da Educação, Ciência e Inovação (Nascimento–Morte) | Retrato            | Início do mandato      | Fim do mandato         | Governo | Governo                                                                           |
| 15                                       | Fernando Manuel de Almeida Alexandre (1972–) |                    | 2 de abril de 2024     | presente               |         | XXIV Montenegro                                                                   |
| 15                                       | Fernando Manuel de Almeida Alexandre (1972–) | XXV Montenegro     | 2 de abril de 2024     | presente               |         |                                                                                   |

### Lista de ministros da Ciência vivos
| Nome                     | Mandato(s) | Idade              |
| ------------------------ | ---------- | ------------------ |
| Luís Valente de Oliveira | 1978–1979  | 87 anos e 279 dias |
| Pedro Lynce              | 2002–2003  | 82 anos e 118 dias |
| Maria da Graça Carvalho  | 2003–2005  | 70 anos e 56 dias  |
| Nuno Crato               | 2011–2015  | 73 anos e 87 dias  |
| Margarida Mano           | 2015       | 61 anos e 183 dias |
| Manuel Heitor            | 2015–2022  | 66 anos e 256 dias |
| Elvira Fortunato         | 2022–2024  | 60 anos e 317 dias |
| Fernando Alexandre       | 2024–      | 53 anos e 151 dias |